# Aleksander Saków
Aleksander Saków (ur. 10 stycznia 1939, zm. 26 stycznia 2022) – polski lekkoatleta specjalizujący się w rzucie oszczepem.
Brązowy medalista mistrzostw Polski (1966). Jego kariera trwała aż 23 lata (od 1957 do 1980 roku). Bronił barw Błękitnych Stargard Szczeciński (1957 - 59), Zawiszy Bydgoszcz (1960), LKS Pomorze Stargard (1961–1979) oraz Orła Wałcz (1980). Rekord życiowy: 75,82 (15 października 1965, Stargard Szczeciński).